# 伊丹市男女共同参画施策市民オンブード
伊丹市男女共同参画施策市民オンブード（いたみしだんじょさんかくしさくしみんおんぶーど）は、兵庫県伊丹市の男女共同参画施策について、市民の立場から調査、報告を行うものである。
伊丹市男女共同参画計画の「男女共同参画施策市民オンブードを設置し、本計画の進捗状況調査を委嘱する」（番号16-2）に基づき、兵庫県伊丹市が設置した。
「オンブード」という言葉は「監視役」の意味で、スウェーデン語では「オンブズマン」だが、男性名詞のため、ノルウェー語（中性名詞）を用いている。

## 歴史
- 平成9年8月1日から施行
- 平成8〜17年度の計画の名称は「伊丹市女性のための行動計画」だったので、平成8年度〜17年度は「伊丹市女性施策市民オンブード」という名称だった。
- 当初定員は2名だったが、平成14年から3名に増加した。

## 市民オンブード調査報告書
「伊丹市男女共同参画計画」は192項目からなっている。 この項目の進捗状況をチェックするために各項目を予算や決算の面からチェックしたり、あるいは行政に対して資料の提出や説明を求めたり、現地に出向き状況の確認を行っている。また、「オンブードと語る会」などを通して、市民からの意見聴取を行い現状の把握に努めている。このようにして行われた一年間の調査結果は、行政に対する報告書「市民オンブード調査報告書」としてまとめられ、市長を本部長とする伊丹市男女共同参画政策推進本部に提出、報告される。あわせて市民フォーラムや市広報・ホームページ、担当課窓口配布などの方法で広く市民に公表している。

## その他
- 市民が、市の男女共同参画計画の進捗状況をチェックし市長に報告する制度が10年以上続いている日本の自治体は兵庫県伊丹市だけである。
- 市民オンブードの任期は2年である。ただし再任を妨げない。